# Österreicher Kolonie

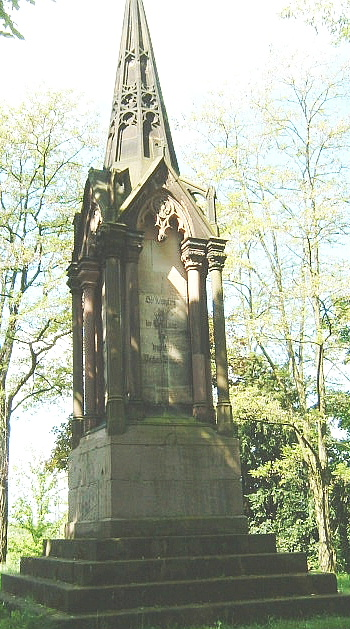
Österreicher Denkmal

Lage der Österreicher Kolonie in Aschaffenburg

Die Österreicher Kolonie ist ein Stadtteil der kreisfreien Stadt Aschaffenburg mit 1.653 Einwohnern (Stand: 31. Dezember 2021) und gehört zum Regierungsbezirk Unterfranken im Freistaat Bayern der   Bundesrepublik Deutschland. Die Postleitzahl lautet 63739.

## Lage
Der Stadtteil grenzt im Norden an die Bahnstrecke Würzburg–Aschaffenburg bzw. an den Stadtteil Damm, im Osten an die Gemeinde Goldbach im Landkreis Aschaffenburg, im Westen an die Innenstadt Aschaffenburg und im Süden an das Naherholungsgebiet Fasanerie. Nicht zum Stadtteil Österreicher Kolonie gehören die im Norden gelegenen Bahnflächen um die ehemaligen Lokschuppen.

## Geschichte

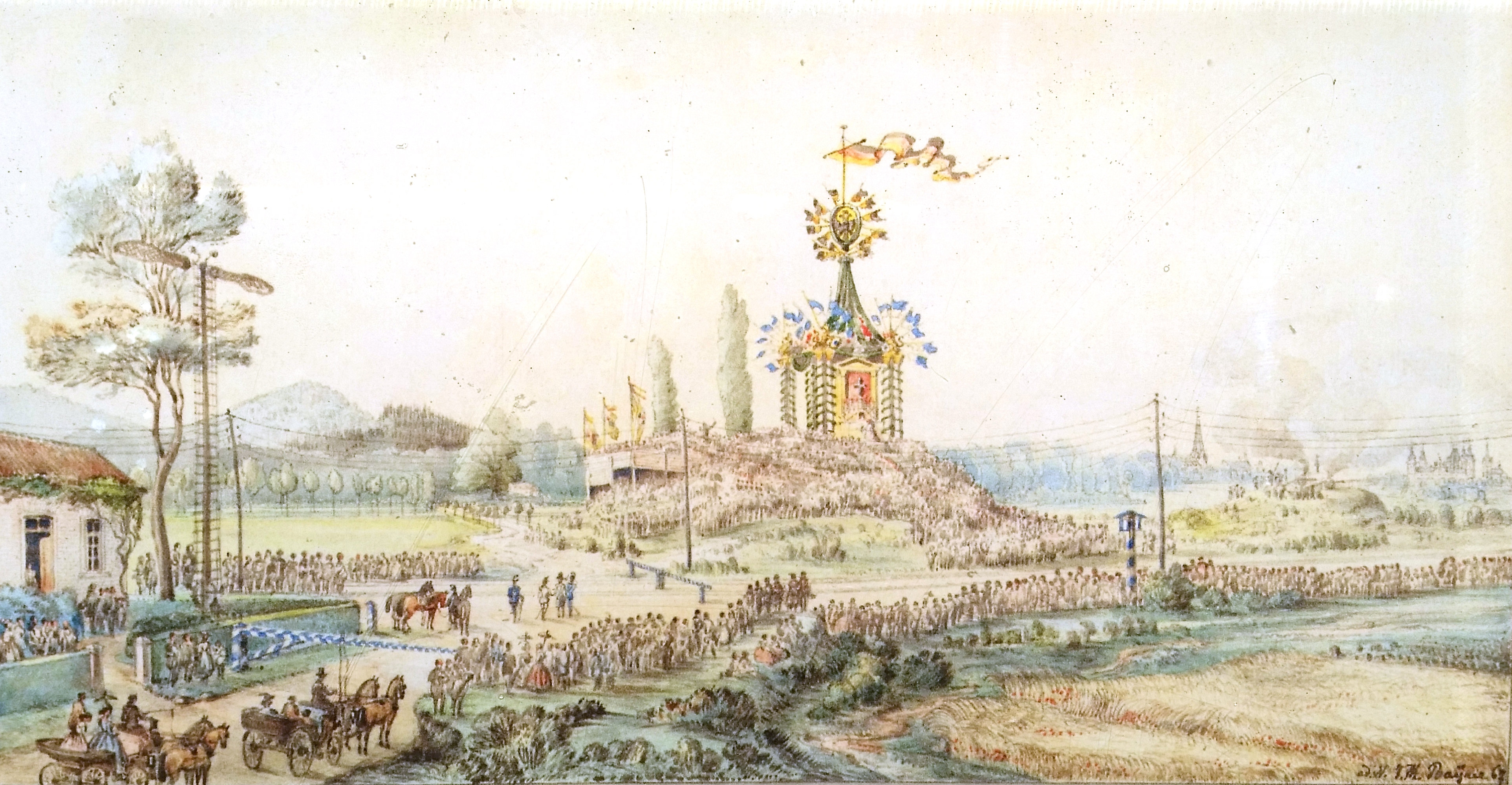
Österreicher Denkmal, Grundsteinlegung

Der Name Österreicher Kolonie ist abgeleitet vom „Österreicher Denkmal“. Das Denkmal wurde auf einer aus der Zeit des Eisenbahnbaues verbliebenen Abraumhalde errichtet und erinnert an die im Gefecht vom 14. Juli 1866 (siehe dazu auch Gefechte bei Aschaffenburg) im Preußisch-Österreichischen Krieg gefallenen österreichischen Soldaten. Es wurde 1868 nach einem Entwurf von Georg Eberlein im neugotischen Stil errichtet und am 14. Juli 1868, dem 2. Jahrestag der Schlacht, enthüllt. Neben dem gärtnerisch angelegten und von hohen Kastanien umgebenen künstlichen Hügel des Österreicher Denkmals befindet sich heute ein Kinderspielplatz. Ein Denkmal für gefallene Offiziere und Gräber von Gefallenen beider Seiten befindet sich auf dem Aschaffenburger Altstadtfriedhof.
Die Wohnkolonie wurde am 30. Oktober 1918 mit dem dreigeschossigen Reihenhaus Frankenstraße 9 bis 13 begonnen und nach dem Ersten Weltkrieg vor allem von Wohnungsgesellschaften in Form von bis zu viergeschossigen Mietshäusern und zweigeschossigen Reihen-, Einzel- und Doppelhäusern mit Vor- und Nutzgarten errichtet, vermietet oder den Bewohnern durch Erbbaurecht überlassen. Die Trinkwasserversorgung erfolgte zunächst durch Anschluss an das Leitungsnetz der Bahn. Die Österreicher Kolonie grenzt im Südosten an die Trasse der 1921 eröffneten, 1968 stillgelegten Bahnstrecke Goldbach – Aschaffenburg-Süd – Neuer Hafen und an die dahinter liegende Anlage des Stadtverbandes der Kleingärtner.

## Einrichtungen
Nahe der innenstädtischen Ringstraße stehen auf dem Gelände der früheren Papierfabrik Nees das Landratsamt und die Förderschule Fröbelschule.

## Umgebung

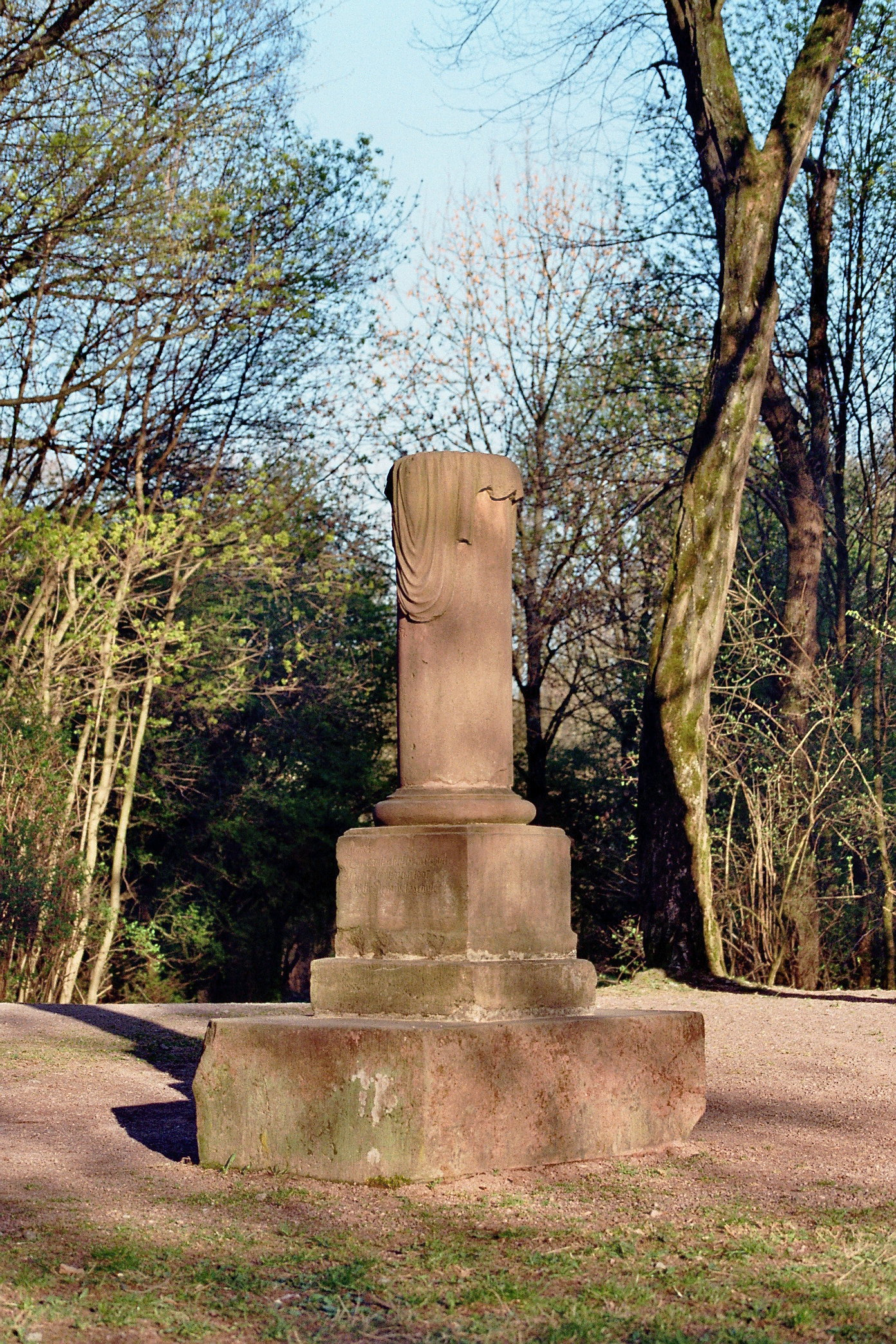
Andriansdenkmal

Die Fasanerie, die in den Jahren 1779 bis 1782 unter Kurfürst und Erzbischof Friedrich Karl Joseph von Erthal (1774 bis 1802) angelegt wurde, ist ein beliebtes Naherholungsgebiet. Das im östlichen Ausläufer befindliche Andriansdenkmal zeugt von einem im Jahre 1824 stattgefundenen Säbelduell zweier Forstkandidaten (nach ihrer Couleur auch als Forstpollacken bezeichnet), also Studenten der damaligen Forsthochschule. Dabei wurde Ferdinand Freiherr von Andrian im Alter von 17 Jahren von seinem Kontrahenten getötet.